# Axiom Mission 1

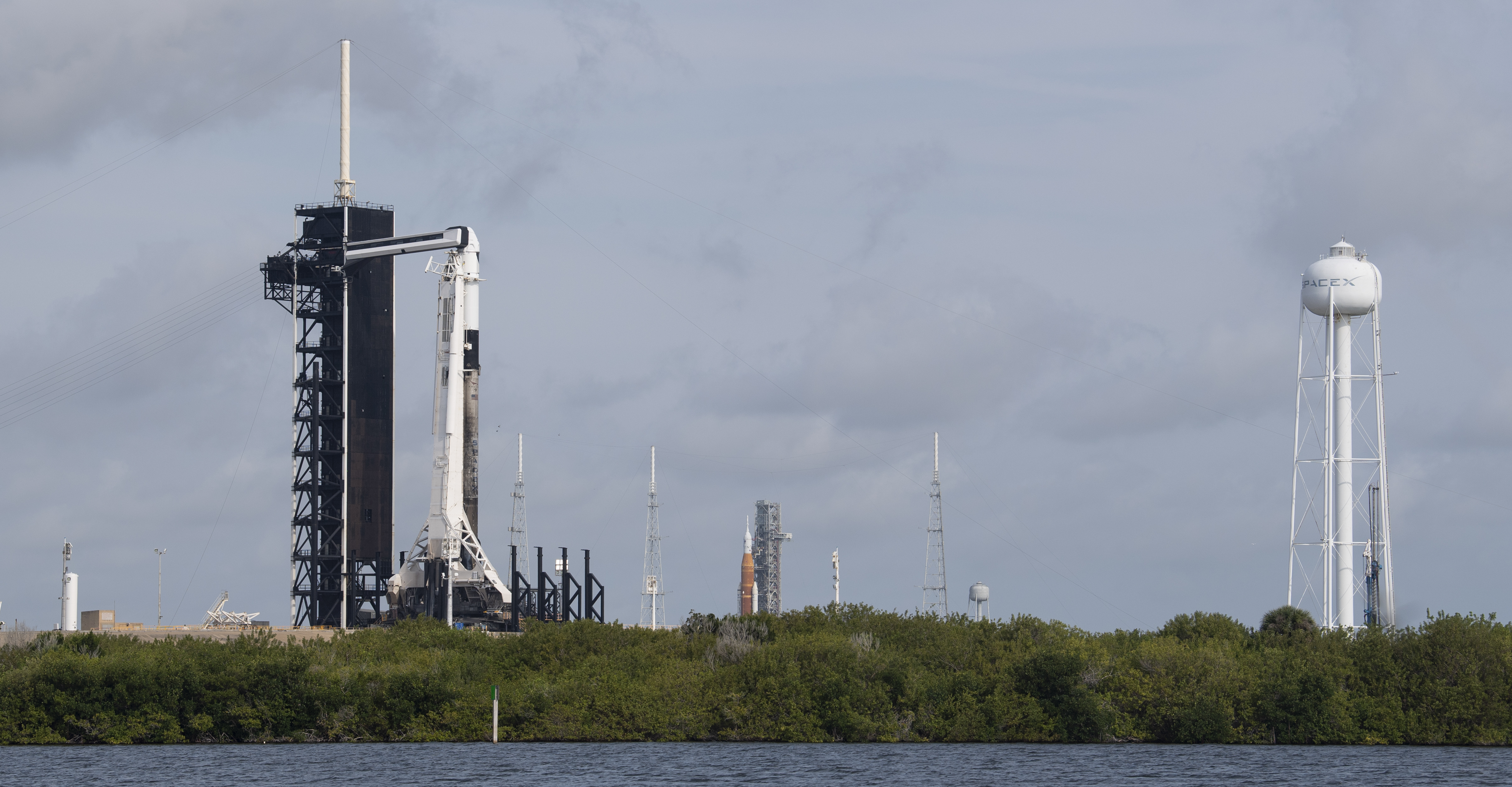
Falcon 9 com o SLS/Artemis 1 a distância (wet dress rehearsal) no dia 6 de abril de 2022.

Axiom Mission 1 (ou Ax-1) foi uma missão da SpaceX com destino à Estação Espacial Internacional, operada pela SpaceX em nome da Axiom Space. O voo foi lançado no dia 8 de abril de 2022 com quatro pessoas para a estação para os então esperadoos oito dias de permanência: Michael López-Alegría, um astronauta profissional contratado pela Axiom Space; Eytan Stibbe de Israel; Larry Connor dos Estados Unidos e Mark Pathy do Canadá.
Chegaram a antecipar que Tom Cruise e Doug Liman seriam passageiros num projeto cinematográfico, mas posteriormente anunciaram que eles voarão mais tarde.

## Origem
A Axiom Space foi fundada em 2016 com o objetivo de criar a primeira estação espacial comercial da história. Em 2020 a NASA anunciou que a empresa recebeu acesso à comporta dianteira do módulo Harmony, ao qual a Axiom planeja acoplar o  Axiom Orbital Segment [en]; um complexo que poderá receber três módulos pressurizados após 2024, com uma grande janela de observação - similar à Cúpula - que possibilitará as atividades da empresa na órbita terrestre baixa. Antes do lançamento do primeiro módulo por volta de 2024, a empresa planeja organizar e realizar missões tripuladas para a ISS, consistindo tanto de turistas espaciais ou astronautas de agências públicas ou organizações privadas. Em março de 2020, a Axiom anunciou que iriam realizar um voo com o Crew Dragon por volta de 2021. Esta missão será a primeira missão de operação comercial à ISS e uma das primeiras totalmente dedicadas ao turismo espacial, junto da Soyuz MS-20, lançada no fim de 2021. Após o primeiro voo, a Axiom planeja oferecer dois voos do tipo por ano para a ISS, "[alinhando-se] com as oportunidades de voo disponibilizadas pela NASA".

## Tripulação
Originalmente, Michael López-Alegría, Tom Cruise, Doug Liman e Eytan Stibbe estariam no voo. Anunciaram que cada um dos assentos custam US$55 milhões. No começo de 2021, foi anunciado que o voo de Cruise e Liman foi adiado por "um ou dois anos" por motivos não declarados.
Seguindo o lançamento do Crew Dragon Demo-2, o primeiro voo tripulado da Dragon 2, o CEO da Axiom, Michael Suffredini, disse que planejavam anunciar os nomes da tripulação em "por volta de um mês"; Ars Technica anunciou que a tripulação "provavelmente será anunciada em janeiro de 2021". No dia 26 de janeiro de 2021, a Axiom revelou a tripulação completa, consistindo de Michael López-Alegria, Larry Connor, Mark Pathy e Eytan Stibbe. Também anunciaram que Peggy Whitson como a comandante suplente da missão e John Shoffner como o piloto suplente. Michael Lopez-Alegría é um ex-astronauta da NASA e vice presidente da Axiom. John Shoffner é um piloto de shows aéreos e empreendedor, ele não é um empregado da Axiom ou um astronauta treinado pelo governo. Peggy Whitson é uma ex-astronauta da NASA e consultora da Axiom.

### Principal
| Posição                  | Tripulante              |
| ------------------------ | ----------------------- |
| Comandante da espaçonave | / Michael López-Alegría |
| Piloto                   | Larry Connor            |
| Especialista de missão 1 | Mark Pathy              |
| Especialista de missão 2 | Eytan Stibbe            |

### Suplente
| Posição                  | Tripulante    |
| ------------------------ | ------------- |
| Comandante da espaçonave | Peggy Whitson |
| Piloto                   | John Shoffner |

## Missão
A missão foi lançada no dia 8 de abril de 2022, num Falcon 9 Block 5 a partir do  Complexo de Lançamento 39A do Centro Espacial Kennedy: uma plataforma de lançamento pertencente à NASA e alugada pela SpaceX. De acordo com Michael López-Alegría, a missão foi executada a partir da espaçonave Crew Dragon Resilience. A  nave passou um dia em trânsito até a estação e acoplou no módulo Harmony, onde passariam oito dias na Estação Espacial Internacional. Devido as condições climáticas na área de pouso, a missão foi estendida por outros cinco dias, vindo a desacoplar no dia 24 de abril. O pouso ocorreu no dia 25 de abril de 2022.
A parte israelense da missão é chamada de Rakia, que é o título do livro publicado com fragmentos do diário de Ilan Ramon, recuperados do acidente do ônibus espacial Columbia.